# Estàtua eqüestre de Carles I (Bucarest)
L'estàtua eqüestre del rei Carles I de Bucarest es troba a la plaça de la Revolució, entre el Palau Reial, que actualment allotja el Museu Nacional d'Art de Romania, i el Palau de la Fundació de la Universitat Carles I (la seu de les Fundacions Reials, que acull Biblioteca Universitària Central de Bucarest). L'estàtua de bronze pesa 13 tones i té una alçada total de 13 metres, dels quals 7 metres és l'estàtua real i 6 metres el sòcol.

## Història
El 1936 es va organitzar a Bucarest un concurs per a la creació dels monuments eqüestres dels reis Carles I i Ferran. Constantin Baraschi també va participar en el concurs, el seu projecte ara s'exposa al Museu d'Art del Comtat de Ploiești. El concurs va ser guanyat en ambdós casos per Oscar Han, però l'encàrrec es va atorgar finalment a l'escultor croat Ivan Meštrović per als dos monuments.
L'estàtua eqüestre del rei Carles I de Romania, feta per Ivan Meštrović, es va inaugurar el 10 de maig de 1939, el Dia Nacional de Romania, en presència del rei Carles II de Romania i del Gran Voivode Mihai (el futur rei Miquel de Romania), data en què també feia 100 anys del naixement de Carles I.
La mort del rei Carles I, que es va produir sobtadament el 27 de setembre/10 d'octubre de 1914, va ser atribuïda a les seves ferides emocionals, en el context de l'esclat de laPrimera Guerra Mundial, quan el seu país d'adopció, Romania, va optar per lluitar contra el seu país natal, Alemanya.
Categorie:Articole care necesită citări suplimentare
Després de la inauguració de l'estàtua col·locada entre el Palau Reial i el Palau del Llibre - la Fundació Universitària - la celebració es va dur a terme segons una antiga tradició: a les 11 del matí, una cerimònia religiosa, seguida del discurs d'Armand Călinescu i del rei. Va seguir una cercavila. Tropes i una companyia de cadascuna de les unitats de Bucarest que existien en temps de Carles I. Al final, van desfilar els funcionaris, dones i homes vestits amb l'uniforme blau del recentment establert Front Nacional del Renaixement. Entre els assistents a la inauguració de l'estàtua hi havia Nicolae Iorga, amb l'uniforme d'un conseller reial. Les festes es van tancar amb un banquet.
La nit del 30 al 31 de desembre de 1947, immediatament després que el rei Miquel signés l'abdicació forçada i Romania esdevingués la República Popular Romanesa, els comunistes van enderrocar l'estàtua del seu sòcol.
Després de l'enderrocament, l'estàtua mutilada va arribar de la plaça Palatului al pati dels focs artificials de l'exèrcit, que més tard esdevingué els garatges Grozăvesti. Més tard, l'estàtua es va fondre, i del seu bronze es va fer l'estàtua de Lenin de Bucarest, realitzada per l'escultor Boris Caragea, que va estar al parc davant de la Casa Scânteii del 21 de setembre de 1960 al 3 de març de 1990, quan l'edifici ja havia estat rebatejat com a Casa de la Premsa Lliure.
Hi ha informació, no confirmada per documents, que no es va fondre tota l'estàtua, sinó només el rei Carles I, i el cavall es va conservar i "reciclar" per a l'estàtua del generalíssim Aleksandr Suvorov, del poble de Dragosloveni, estàtua eqüestre, acabada el 1957 per Marius Butunoiu i inaugurada el 1959, considerada com la primera representació eqüestre realitzada per un escultor romanès. El monument està situat en un esperó del turó, a la intersecció de la carretera E 85 amb DJ Dumbrăveni. És un monument històric i està inscrit a LMI 2004 amb el codi núm. VN-III-mB-06582.
Els comunistes no preveien que el Sr. Meštrović, establert als Estats Units, demandés l'Estat romanès pels danys causats a la seva obra d'art.
A la notificació de l'escultor i de la UNESCO, s'inicià una acció legal. Per sentència internacional, Romania va ser condemnada a pagar una indemnització per la destrucció d'una obra patrimonial. Les autoritats de l'època creien que no se'ls podria obligar a pagar, però van haver de pagar els milions de dòlars, després que un vaixell romanès, fondejat en un port holandès, fos confiscat després d'haver estat carregat amb margarina Sanella.

## L'estàtua actual

L'estàtua de Carles I al davant de la Biblioteca Central Universitària

El projecte de creació d'una nova estàtua de Carles I es va iniciar el març de 2007 pel municipi, després que el desembre de 2006 els consellers generals aprovessin l'HCGMB 254/2006 que preveia la col·locació de l'estàtua de Carles I a la plaça de la Revolució, és a dir, al mateix lloc on s'havia col·locat una escultura feta per l'escultor croat Ivan Mestrovici i que va ser destruïda l'any 1948 pels comunistes. L'execució de l'estàtua va ser atribuïda a l'escultor Florin Codre, que, el 1976-1978, va fer l'estàtua d'Avram Iancu, situada a Târgu Mureș.
Tot i que el Ministeri de Cultura havia aprovat inicialment un projecte per a l'estàtua eqüestre de Carles I, que havia de ser col·locada a la plaça de la Victòria, a l'espai verd entre la carretera Kiseleff Road i el passeig Aviatorilor, prop del Museu Nacional de Geologia, tot i això, el 25 d'abril de 2008, la maqueta a mida real de l'estàtua de Carles I, realitzada per Florin Codre, va ser muntada a la plaça de la Revolució, amb l'objectiu de verificar-ne la mida i l'orientació en l'espai on es trobava, fins al 1948, l'escultura realitzada per Mestrovic.
A banda del projecte de l'Ajuntament de crear l'estàtua de Carles I, també hi havia un projecte del Ministeri de Cultura i Religió (MCC) per restaurar l'estàtua de Carles I, segons els esbossos de Mestrovici, anunciats el 2006, però els drets d'autor perquè l'execució del projecte s'hagués comprat als quatre hereus d'Ivan Mestrovici. Tot i que es van dur a terme negociacions, les negociacions per a la compra dels drets d'autor van fracassar, per malentesos entre els descendents de Mestrovici.
La professora universitària de llengües clàssiques Rumiana Mestrovic, el marit de la qual és Matthew Mestrovic, fill de l'autor de l'escultura original de Carles I, Ivan Mestrovic, va afirmar que la maqueta de Codre "sembla l'estàtua de Mestrovic després d'una cirurgia estètica!", així que seria ser un plagi, una còpia de Florin Codre de l'estàtua inicial de Carles I.
En una entrevista, Florin Codre va rebutjar l'acusació de plagi, afirmant que, amb una anàlisi real, es pot constatar fàcilment, comparant la seva estàtua amb les fotografies de l'estàtua de Mestrovic, que el seu cavall és poderós per la manera com s'inscriu en l'espai i per la seva morfologia, mentre que el cavall de Mestrovic era "poètic", tan estilitzat que s'allunyava de la morfologia d'un cavall. A més, el moviment de l'animal és diferent: el seu està en galop, mentre que el de Mestrovic estava en trot. No només els cavalls són molt diferents, sinó també el personatge i el concepte de l'estàtua. El rei Carles modelat per Codre és un laic de tipus herois grecs, mentre que el Carles de Mestrovic és un personatge bizantí, absent de la realitat immediata. La composició en conjunt, en el cas de Codre, és una piràmide, mentre que la de Mestrovic és una creu.
A més, una diferència important està relacionada amb l'alçada i la distància de l'edifici posterior. L'estàtua de Meštrović es va instal·lar en un sòcol de granit vermell de 8 metres d'alçada i estava ben avançada cap a l'eix de la carretera. La maqueta de Florin Codre està situada, en canvi, sobre un sòcol molt més curt i molt a prop de la façana de l'edifici de les Fundacions. La maqueta va romandre en aquell lloc durant aproximadament un mes, després del qual, en funció de les reaccions provocades, l'Ajuntament va decidir la ubicació definitiva.
A banda de les crítiques de tots els vessants, inclosa la que el senyor Codre, es va inaugurar el 9 de maig de 2008 a Călărași, una altra estàtua de Carles I que, sorpresa o no, s'assembla molt a la que es vol col·locar a Bucarest. L'única cosa que difereix és la vestimenta del rei. La realització de l'estàtua va topar amb un altre obstacle: l'artista Florin Codre va anunciar el 2008 que l'obra s'endarrerirà perquè part del bronze que s'anava a utilitzar per a la fosa de l'estàtua de Carles I havia sigut robat d'una foneria d'art de Bucarest, on s'estava realitzant el monument, fet que podria comportar el retard de la seva data d'inauguració, fixada per a l'1 de desembre. La nit del 12 al 13 d'agost, quatre persones van saltar la tanca de la SC REC SRL de Colentina, van lligar la guàrdia i van robar quasi dues tones de bronze, situades en diverses estàtues. Entre elles, hi havia també un sòcol de 300 kg sobre la qual s'havien fonamentat les potes del cavall de Carles I.
Tot i que, al final, l'estàtua es va acabar a temps, la inauguració encara es va ajornar, perquè la vigília de la Diada Nacional de Romania, l'estàtua que representava al rei Carles I, situada a la plaça de la Revolució, va ser vandalitzada. Desconeguts van escriure, amb pintura vermella, diversos textos al sòcol de l'estàtua. A la part frontal del sòcol hi havia escrit, en pintura vermella, "Cinste lui", i a l'altre costat un missatge per a l'alcalde de la Capital, a qui se li va demanar la dimissió perquè les obres de l'Estadi Nacional no estaven acabades, segons la seva promesa.
Finalment, la inauguració va tenir lloc el dilluns 6 de desembre de 2010, amb la presència de la princesa Margarida de Romania, el príncep Radu de Romania Duda i l'alcalde de la capital, Sorin Oprescu, que van marcar el moment amb una breu cerimònia, durant la qual es va llegir el missatge del rei Miquel.
Paral·lelament, van participar en l'acte els acadèmics Răzvan Theodorescu i Constantin Bălăceanu-Stolnici, els antics presidents Ion Iliescu i Emil Constantinescu, l'exprimer ministre Călin Popescu Tăriceanu.
El moment solemne va ser marcat pel 30è Regiment de la Guàrdia "Mihai Viteazu" entonant l'himne nacional. Després de la descoberta de l'estàtua de Carles I, l'alcalde general, Sorin Oprescu, Răzvan Theodorescu i el príncep Radu de Romania van pronunciar cadascun un discurs en què van evocar la personalitat i el paper del rei Carles I en la història de Romania. L'acte va acabar amb el cant de la marxa de Carles I.